# Notopleura uberta
Notopleura uberta är en måreväxtart som först beskrevs av Paul Carpenter Standley och Julian Alfred Steyermark, och fick sitt nu gällande namn av Charlotte M. Taylor. Notopleura uberta ingår i släktet Notopleura och familjen måreväxter. Inga underarter finns listade i Catalogue of Life.